# Forêt de Montceaux
La forêt de Montceaux est un massif forestier de 685 hectares de forêt domaniale, situé en Seine-et-Marne à 7 km à l'est de Meaux.
Elle se situe essentiellement sur le territoire des communes de Trilport et de Germigny-l'Évêque.
C'est une forêt traversée par l'ancienne nationale 3 ainsi que par les voies ferrées qui relient Meaux à Château-Thierry et à La Ferté-Milon. 

## Géographie administrative
La forêt de Montceaux s'étend sur quatre communes de Seine-et-Marne :
- Trilport ;
- Germigny-l'Évêque ;
- Montceaux-lès-Meaux ;
- Armentières-en-Brie.

## Histoire
La forêt faisait partie intégrante des terres qui ont été cédées par Louis le Pieux à l’Abbaye de Jouarre au sein de l'évéché de Meaux. 
Henri IV viendra y chasser au moment où il offre le château de Montceaux à sa favorite Gabrielle d’Estrées. À partir de 1691, une capitainerie royale des chasses est créée à Montceaux. 
Louis XIII y chasse le loup et Louis XVI la traverse lors de sa fuite à Varennes. Devenue Bien National à la Révolution française, la forêt devient domaniale et est aménagée à partir de 1837.

## Faune et flore

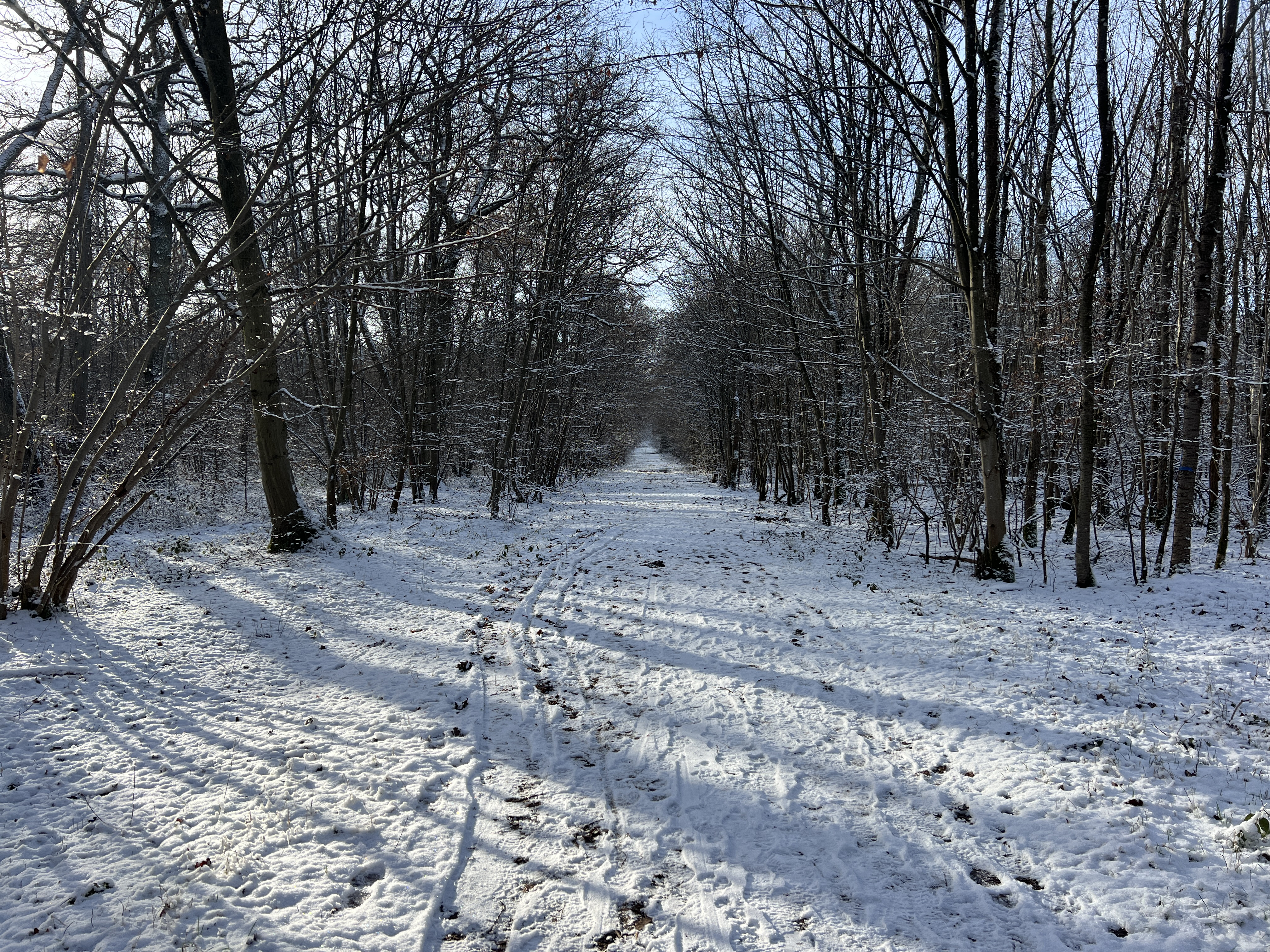
La forêt à Germigny-l'Évêque.

### Flore
Le chêne domine parmi les hêtres, les frênes et divers feuillus. Les résineux constituent un peu moins de 10 % du peuplement.

### Faune
La faune est pour l'essentiel constituée de renards, blaireaux, lapins, sangliers et chevreuils.

## Gestion forestière
La forêt domaniale de Monceaux est gérée par l'Office national des forêts.

## Lieux remarquables
Deux circuits forestiers font découvrir des chênes remarquables comme le « gros chêne » âgé d’environ 540 ans ou « le chêne du roi » âgé d’environ 350 ans.